# Organização Internacional de Refugiados
A Organização Internacional de Refugiados (OIR) foi uma organização não governamental fundada em 20 de abril de 1946 para solucionar o problema dos refugiados criado pela Segunda Guerra Mundial. Uma comissão preparatória iniciou suas operações quatorze meses antes. Em 1948, o tratado que instituiu a OIR formalmente entrou em vigor e a OIR tornou-se uma agência especializada das Nações Unidas. A OIR assumiu a maior parte das funções da antiga Administração de Socorro e Reabilitação das Nações Unidas. Em 1952, foram interrompidas as operações da OIR e esta foi substituída pelo Alto Comissariado das Nações Unidas para os Refugiados (ACNUR).
Adotada pela Assembleia Geral das Nações Unidas em 15 de dezembro de 1946, a Constituição da Organização Internacional de Refugiados é o documento fundador da OIR. A constituição especificou a área de operação da organização. Polemicamente, a constituição definia "pessoas de origem étnica alemã" que tinham sido expulsas, ou estavam a ser expulsas de seus países de nascimento na Alemanha pós-guerra, como indivíduos que "não seriam do interesse da Organização". Isso excluiu de seu alcance um grupo que excedia em número todos os outros refugiados europeus juntos. Além disso, devido ao desacordo entre os aliados ocidentais e a União Soviética, a OIR apenas trabalhava em áreas controladas pelo exército de ocupação ocidental.
Vinte e seis Estados tornaram-se membros da OIR e vieram à existência formalmente em 1948: Argentina, Bélgica, Bolívia, Brasil, Canadá, República Popular da China, Dinamarca, República Dominicana, França, Guatemala, Honduras, Islândia, Itália, Libéria, Luxemburgo, Países Baixos, Nova Zelândia, Noruega, Panamá, Peru, Filipinas, Suíça, Reino Unido, Estados Unidos e Venezuela. Os Estados Unidos forneceram cerca de 40% do orçamento anual de $155 milhões de dólares da OIR. Para os cinco anos de operação, a contribuição total pelos países-membros foi de cerca de $400 milhões de dólares. Ajudaram a reabilitar cerca de 10 milhões de pessoas durante essa época, das 15 milhões de pessoas que estavam na Europa. O primeiro Diretor-Geral da IOR foi William Hallam Tuck, substituído por J. Donald Kingley em 31 de julho de 1949.

## Filmografia
- Perdidos na Tormenta de Fred Zinnemann (1948): A IRO ajudou os produtores a criar essa história sobre crianças refugiadas durante a época de 1945 na Alemanha.